# پلی‌استیشن ۳
پلی‌استیشن ۳ (به انگلیسی: PlayStation 3) سومین کنسول خانگی شرکت سونی کامپیوتر انترتینمنت از سری پلی‌استیشن است که در ادامه کامیابی‌های پلی‌استیشن ۲ به بازار عرضه شد. این کنسول از هفتمین نسل کنسول‌های بازی ویدئویی است و در ۱۱ نوامبر ۲۰۰۶ در ژاپن و ۱۷ نوامبر ۲۰۰۶ در آمریکا و ۲۳ مارس ۲۰۰۷ در اروپا و استرالیا به‌طور رسمی وارد بازار شد.
پلی‌استیشن ۳فت در نسل هفتم کنسول‌های بازی ویدئویی از گران‌ترین کنسول‌های بازی تاریخ بود و رقیب کنسول‌های ایکس‌باکس ۳۶۰ از شرکت مایکروسافت و وی از شرکت نینتندو شمرده می‌شود که با داشتن مجموعه بازی‌های انحصاری بزرگی همانند خدای جنگ (God of war)، کیل‌زون (Killzone)، رچت و کلنک (Ratchet & Clank) و آنچارتد (Uncharted) توانست جایگاه محکمی را برای خود فراهم کند. پلی‌استیشن ۳ با داشتن امکانات چندرسانه‌ای گوناگون همانند گالری، ویرایشگر ویدئو، پخش‌کننده موزیک و همچنین پشتیبانی از دیسک بلوری، توانست طیف گسترده‌ای از کاربران با نیازهای گوناگون را به سوی خود، بکشاند.
در سال‌های نخستین، این کنسول به دلیل قیمت بالای آن (۵۹۹ دلار برای مدل ۶۰ گیگابایتی، ۴۹۹ دلار برای مدل ۲۰ گیگابایتی)، معماری پیچیده پردازنده و نبود بازی‌های باکیفیت، با بالا و پایین‌های بسیاری در بازخوردگیری از رسانه‌ها و‌ گیمرها روبرو شد، اما به دلیل دارا بودن بلوری‌خوان مورد ستایش قرار گرفت. بازخورد گیمرها با گذشت زمان بهبود یافت. این کنسول شروع کندی در بازار داشت اما توانست بهبود یابد؛ به ویژه پس از معرفی مدل اسلیم، و توانست به‌سرعت بیش از ۸۷ میلیون دستگاه بفروشد تا نسبت به رقیبش، Xbox 360 فروش بیشتری داشته باشد و هشتمین کنسول بازی ویدیویی پرفروش تاریخ شود. جانشین آن، پلی‌استیشن ۴، در نوامبر ۲۰۱۳ آمد. در ۲۹ سپتامبر ۲۰۱۵، سونی تأیید کرد که فروش پلی‌استیشن ۳ در نیوزلند خواهد ایستاد اما در بازارهای دیگر برای مدت کمی، همچنان در حال تولید باقی ماند. واپسین مدل‌های آن، در سال ۲۰۱۷ تولید شدند.
واپسین بروزرسانی نرم‌افزاری این کنسول نسخه ۴٫۹۱ بود که در ۲۷ فوریه ۲۰۲۴ منتشر شد.

## رونمایی
شرکت سونی اولین بار پلی‌استیشن ۳ را در کنفرانس خود در نمایشگاه رسانه و تجارت ای۳ سال ۲۰۰۵ معرفی کرد. که دارای ۳ درگاه LAN، دو خروجی تصویر اچ‌دی‌ام‌آی و ۶ درگاه یواس‌بی بود. اما وقتی پلی‌استیشن ۳ دوباره در نمایشگاه رسانه و تجارت ای۳ سال ۲۰۰۶ میلادی به نمایش درآمد، بر روی آن یک خروجی تصویر اچ‌دی‌ام‌آی، یک درگاه LAN و چهار درگاه یواس‌بی موجود بود. کارشناسان دلیل این کار سونی را کاهش هزینه تولید پلی‌استیشن ۳ قلمداد کردند؛ چرا که تا چند سال اول عرضه این کنسول، ساخت آن برای سونی نسبت به هزینه فروش آن بسیار گران تمام می‌شد.

## ویژگی‌های فنی
نوشتار اصلی: مشخصات فنی پلی‌استیشن ۳

### سخت‌افزار
- سازنده: سونی کامپیوتر انترتینمنت
- نوع: کنسول بازی ویدئویی
- نسل: هفتم
- CPU: نوعی از یک پردازنده نامتقارن به نام CELL با یک PPE و هفت SPE که در کلاک ۳٫۲Ghz کار می‌کند[۱۰] و ساخت مشترک IBM, توشیبا و سونی می‌باشد.[۱۱]
- GPU: یک Chip گرافیکی به نام RSX ساخت مشترک انویدیا و سونی[۱۲]
- حافظه: ۲۵۶MB XDR یه عنوان حافظه اصلی و ۲۵۶MB DDR III به عنوان حافظه ویدئویی (Video memory)[۱۳]
- درایو: Blu-ray Disk Drive 2X با حداکثر سرعت انتقال داده Blu-ray 2x: 2x36Mbps=۷۲Mbp / 8MBps[۱۴][۱۵] پشتیبانی از رزولیشن1280p 1080p ,1080i , 720p ,578p ,۴۸۰ (دربازی‌های ویدیوئی)
- نمایش اچ دی ام ای 2160p ,1280p ,1080p,1080i ,720p , 480p در منوی اصلی صفحهٔ پلی استیشن ۳
- دارای نرخ ۶۰ فریم درثانیه، 60 fps

#### واحد پردازشگر مرکزی [CPU]
واحد پردازشگر مرکزی در پلی‌استیشن ۳ نوعی از یک پردازنده به نام سل پروسسور (Cell processor) است، همچنین این دستگاه اولین محصولی است که از این نوع پردازندها در معماری آن به عنوان پردازنده مرکزی استفاده شده.
سل پروسسور مورد استفاده شده در این کنسول در کلاک ۳٫۲Ghz کار می‌کند و متشکل شده از یک PPE بر اساس ساختار PowerPC و هفت SPE یا دستیار که سازندگان بازی‌ها تنها از شش عدد آن‌ها می‌توانند استفاده کنند زیرا یکی از آن‌ها اختصاصاً در اختیار سیستم‌عامل خواهد بود.
سل پروسسور برخلاف پردازنده‌های چند هسته‌ای رایح ساختاری نامتقارن دارند و هدف اصلی از طراحی آن‌ها استفاده در سینماهای خانگی، دستگاه‌های بازی و بالاتر بردن سطح کیفی آن‌ها بوده.
ساختار آن‌ها از این جهت نامتقارن نامیده می‌شود که به خلاف پردازنده‌های رایج دارای هسته‌های هم تراز و همسان نیستند و از یک هسته اصلی و چند هسته فرعی تشکیل شده‌اند به همین دلیل برنامه‌نویسی بر روی آن‌ها نسبت به شیوه‌های متداول تا حد زیادی متفاوت است.

### مصرف برق
مصرف برق پلی‌استیشن ۳، ۱۱ برابر کنسول نینتندو وی است. اما سونی تلاش کرده که در مدل اسلیم این دستگاه مصرف برق را کاهش دهد.

### رنگ، وزن و ابعاد
در دو رنگ مشکی متالیک و مشکی مات ساخته می‌شود. وزنش حدود ۵ کیلوگرم است و ابعادی برابر ۲٫۴*۳٫۵*۹۸ سانتی‌متر دارد. یک فن ۹ میلیمتری در عقب برای خنک کردن استفاده می‌شود.

### مدل‌های پلی‌استیشن ۳
در ابتدا دو مدل برای پلی‌استیشن ۳ معرفی شد؛ اولی مدل ۲۰ گیگابایتی که ۴۹۹ دلار آمریکا قیمت داشت؛ و دومی مدل ۶۰ گیگ که قیمتی معادل ۵۹۹ دلار آمریکا داشت.
مدل ۶۰ گیگابایتی علاوه بر ظرفیت ذخیره‌سازی بیشتر، برتری‌های دیگری مانند قابلیت وای-فای، رم ریدر و نشان نقره‌ای پلی‌استیشن ۳ بر روی بدنه داشت.
در طی سال‌های بعدی مدل‌های ۱۶۰، ۲۵۰ و ۳۲۰ گیگابایتی نیز به این مدل‌ها اضافه شد که فضای آزاد بهتری برای ذخیره‌سازی در اختیار کاربران قرار می‌داد.

#### مدل اسلیم

پلی‌استیشن ۳ اسلیم

به دنبال شایعات مبنی بر ارائه نسخه جدید از PS۳، سونی در کنفرانس Gamescom به‌طور رسمی PS3 CECH-۲۰۰۰ را در ۱۸ اوت ۲۰۰۹ معرفی کرد. پلی‌استیشن ۳ اسلیم (که نام آن به‌طور رسمی PS3 CECH-۲۰۰۰ است) دارای خصوصیاتی از قبیل هارد دیسک ۱۲۰ گیگابایتی قابل ارتقاء و ۳۳٪ کوچکتر، ۳۶٪ سبکتر و ۳۴٪ مصرف برق کمتر نسبت به مدل پیشین خود را دارا می‌باشد. سیستم خنک کنده آن مجدداً طراحی گردیده و سل پروسسور آن به ۴۵ نانومتر تغییر یافته‌است.
قیمت پی‌اس۳ اسلیم در آمریکا ۲۹۹$ بود و در ۱ سپتامبر ۲۰۰۹ در آمریکای شمالی و اروپا، ۳ سپتامبر ۲۰۰۹ در ژاپن و استرالیا عرضه گردید. آخرین مدل آن با نام سوپر اسلیم نیز رونمایی شده‌است که از سال ۲۰۱۳ به فروش می‌رسد.

### پک‌های پلی‌استیشن ۳

#### پک پلی‌استیشن ۳ سفید
این کنسول از اوایل سال ۲۰۰۸ با رنگ سفید و با هارد دیسک ۴۰ گیگابایتی عرضه شده که به علت حذف کردن ریدر کارت‌های حافظه و موارد دیگری به قیمت ارزانتری به فروش می‌رسد. این پک نسخه قدیمی یا فَت است که نسخه‌های ۸۰ و ۱۲۰ گیگابایتی نیز دارد. در نسخه اسلیم که دارای هاردهای ۱۲۰ گیگ و ۲۵۰ گیگ و ۳۲۰ است دستگاه کوچکتر شده و همراه با بازی‌های مختلف و به صورت آزاد به فروش می‌رسد.

#### پک پلی‌استیشن ۳ قرمز
در چهارم ژوئن ۲۰۱۲، سونی مدل قرمز رنگ متالیک پلی استیشن ۳ را به‌طور انحصاری در بریتانیا عرضه کرد. این کنسول قرمز رنگ مجهز به یک هارد دیسک ۳۲۰ گیگابایت و مانند بقیه پک‌های پلی‌استیشن ۳ دارای دو دسته بی‌سیم است.
فروشگاه اینترنتی آمازون قیمت این کنسول قرمز رنگ را ۲۵۰ یورو اعلام کرد، ولی فروشگاه پلی دات کام قیمت آن را ۲۴۰ یورو قرار داد.

### دسته‌های پلی‌استیشن ۳

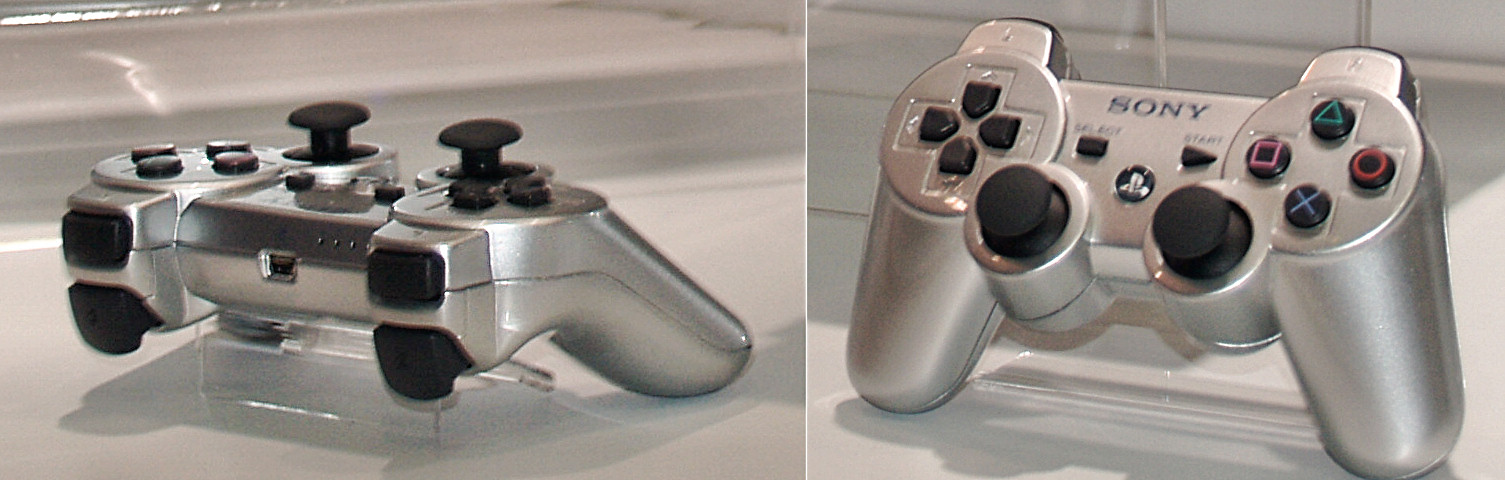
دسته‌های بازی

دسته‌های کنسول پلی‌استیشن ۳ نسبت به نسخه‌های قبل خود از نظر ظاهری تغییر چندانی نکرده‌است و فقط دکمه آنالوگ جای خود را به نماد پلی‌استیشن داده‌اند و دکمه‌های R۲ و L۲ کمی رو به بالا متمایل شده‌اند، نام دسته‌ها از «دوال شوک» به «سیکس اکسیس» تغییر یافته‌است.
هرچند دسته‌های این کنسول از لحاظ ظاهری تغییر چندانی نکرده‌اند، اما از لحاظ کارایی این دسته‌ها دارای قابلیت بسیار جالبی به نام سنسیتی و موشن می‌باشند که به کاربر این امکان را می‌دهد که با حرکت دادن این دسته در راستای شش محور بسیاری از آیتم‌های بازی را کنترل کند. نام SIXAXIS هم از روی عملکرد این دسته‌ها برداشته شده که به معنای شش محور می‌باشد.
تقریباً از اوایل سال ۲۰۰۸ دسته جدیدی برای این کنسول به بازار عرضه شده، این دسته که با نام دال شوک ۳ شناخته می‌شود علاوه بر کارایی‌های دسته نسل قبل، دارای شوک هم می‌باشد. سونی، دسته‌هایی با رنگ‌های مختلفی همچون طلایی، نقره‌ای، سفید و حتی قرمز و آبی منتشر کرده‌است.
در E3 سال ۲۰۰۹ سونی از یک پروژه جدید که بعدها در GDC ۲۰۱۰ پلی‌استیشن موو نام‌گذاری شد پرده برداری کرد. این محصول در ۱۵ سپتامبر ۲۰۱۰ در اروپا، ۱۹ سپتامبر ۲۰۱۰ در آمریکای شمالی و ۲۱ اکتبر ۲۰۱۰ در ژاپن انتشار یافت.

## بازی‌ها
- فهرست بازی‌های انحصاری پلی استیشن۳
- فهرست بازی‌های پلی استیشن۳

## شبکه پلی‌استیشن (پی‌اس‌ان)
در پاسخ به موفقیت‌های مایکروسافت در شبکه ایکس‌باکس لایو، سونی در سال ۲۰۰۶ در کنفرانس PlayStation Business Briefing meeting در توکیو رسماً خبر از راه‌اندازی شبکه‌ای آنلاین برای پی‌اس۳ داد.
پلی‌استیشن ۳ یک شبکه آنلاین به نام «PSN» دارد که نوعی دنیای مجازی است و در آن علاوه بر خریداری بازی و بازی کردن به صورت آنلاین می‌توان با دوستان، به گفتگو پرداخت.
برای بازی کردن در شبکه پلی‌استیشن نیازی به پرداخت هزینه نیست. این کنسول دارای بخشی به نام مرورگر اینترنت می‌باشد که پی‌اس۳ را قادر می‌سازد همانند یک رایانه شخصی وارد اینترنت شود. برای استفاده از خدمات اینترنت باید کنسول را ثبت نام کنید. استفاده از اینترنت پلی‌استیشن به جز پی‌اس‌ان نیاز به ثبت نام ندارد.

## فروشگاه پلی‌استیشن۳

نشان فروشگاه پلی‌استیشن

در ماه نوامبر ۲۰۰۶، سونی فروشگاه پلی‌استیشن را برای کاربران کنسول پلی‌استیشن ۳ راه‌اندازی کرد. فروشگاه پلی‌استیشن یک فروشگاه مجازی است که کاربران کنسول‌های شرکت سونی یعنی پلی‌استیشن ۳، پلی‌استیشن ۴، پلی‌استیشن ۵، پلی‌استیشن همراه و پلی‌استیشن ویتا می‌توانند از آن استفاده کنند. در این فروشگاه بازی، دموی بازی‌ها، بازی‌های آرکید، تم و آواتار پلی‌استیشن و محصولات چند رسانه‌ای دیگری برای کنسول‌های شرکت سونی عرضه می‌شوند. در ۲۴ سپتامبر سال ۲۰۰۹ شرکت سونی اعلام کرد که از زمان آغاز به کار فروشگاه پلی‌استیشن ۶۰۰ میلیون محصول مختلف از این فروشگاه خریداری شده‌است.
تقریباً یک سال پس از راه‌اندازی فروشگاه پلی‌استیشن برای کنسول پلی‌استیشن ۳، سونی در سپتامبر ۲۰۰۸ امکان خرید از این فروشگاه از طریق رایانه شخصی را هم برای اعضای شبکه پلی‌استیشن فراهم کرد و در اکتبر ۲۰۰۸ کاربران کنسول دستی پی‌اس‌پی هم این امکان را یافتند تا از این فروشگاه خرید کنند.
خرید از فروشگاه پلی‌استیشن از راه خرید کارت اعتباری شبکه پلی‌استیشن انجام می‌شود. این کارت‌ها در دو نوع ۲۵ و ۵۰ دلاری عرضه می‌شود و کاربر می‌تواند با وارد کردن شماره درج شده بر روی این کارت‌ها در حساب کاربری خود، حساب شبکه پلی استیشن خودش را شارژ اعتباری کند و به وسیله آن از فروشگاه پلی‌استیشن خرید کند.
فروشگاه پلی‌استیشن ممکن است برای هر منطقه از جهان محتوایی مخصوص را عرضه کند؛ هر چند که بیشتر محتوای فروشگاه پلی‌استیشن در مناطق مختلف یکسان است. فروشگاه پلی‌استیشن برای چهار منطقه مختلف در دنیا طراحی شده که شامل مناطق: آمریکای شمالی، اروپا، آسیا و ژاپن می‌شود. مناطق اقیانوسیه و خاورمیانه منطقه ۲ محسوب می‌شوند و دارای فروشگاه مشترکی با فروشگاه اروپایی پلی‌استیشن هستند. سونی برای چین و آمریکای لاتین فروشگاه اختصاصی نساخته‌است. سونی به‌صورت رسمی مدتی پیش خبری را اعلام کرده‌است که طرفداران کنسول‌های این شرکت و به‌صورت کلی گیمرها را بسیار عصبانی و آزرده‌خاطر کرده‌است. از تاریخ ۱۱ تیر ۱۴۰۰ (۲ ژوئیه) فروشگاه دیجیتالی کنسول‌های پلی‌استیشن ۳ و پلی‌استیشن همراه و از تاریخ ۵ شهریور (۲۷ اوت) فروشگاه دیجیتالی پلی‌استیشن ویتا متوقف خواهند شد و دیگر امکان خرید بازی دیجیتالی از طریق استور این کنسول‌ها وجود نخواهد داشت. بررسی‌های جدید نشان می‌دهد که به این ترتیب بازی‌های زیادی دیگر در دسترس نخواهند بود.

## قیمت کنسول
قیمت رسمی مدل‌های آن در زمان عرضه ۴۹۹ دلار برای مدل ۲۰ گیگابایت و ۵۹۹ دلار برای مدل ۶۰ گیگابایت (معادل ۷۷۰ دلار در سال ۲۰۲۱) بود و این موضوع باعث شد که استقبال اولیه از این کنسول بسیار ضعیف باشد. هرچند پس از گذشت چند سال قیمت پلی‌استیشن ۳ تا ۲۹۹ دلار نیز کاهش یافت.